# Mowdok Mual
Le Mowdok Mual ou Saka Haphong est une montagne située à la frontière entre le Bangladesh et la Birmanie. Culminant à  une altitude de 1 052 mètres, elle est parfois considérée comme le point culminant du Bangladesh en compétition avec le Keokradong qui s'élèverait à 986 ou 1 230 mètres d'altitude.